# Omer Atzili
Omer Atzili né le 27 juillet 1993 à Holon, est un footballeur israélien. Il évolue au poste d'ailier droit au Beitar Jérusalem.

## Carrière

### En club
Omer Atzili rejoint le Granada CF lors du mois d'août 2017 pour quatre années et contre une indemnité de 750 000 euros…
Omer Atzili play for Beitar Jérusalem 2025/2029 …

### En sélection
Il est appelé pour la première fois en équipe d'Israël à la fin du mois d'août 2016. Il honore sa première sélection quelques jours plus tard lors d'une rencontre contre l'Italie en entrant sur le terrain peu avant l'heure de jeu,.

## Statistiques
| Saison                | Club                  | Championnat           | Championnat | Championnat | Coupe nationale | Coupe nationale | Coupe de la Ligue | Coupe de la Ligue | Compétition(s) continentale(s) | Compétition(s) continentale(s) | Compétition(s) continentale(s) | Israël | Israël | Total | Total |
| Saison                | Club                  | Division              | M.          | B.          | M.              | B.              | M.                | B.                | Comp.                          | M.                             | B.                             | M.     | B.     | M.    | B.    |
| 2011-2012             | Hapoël Rishon LeZion  | Ligat HaAl            | 4           | 1           | 0               | 0               | 0                 | 0                 | -                              | -                              | -                              | -      | -      | 4     | 1     |
| 2012-2013             | Hapoël Rishon LeZion  | Liga Leumit           | 33          | 6           | 0               | 0               | 0                 | 0                 | -                              | -                              | -                              | -      | -      | 33    | 6     |
| Sous-total            | Sous-total            | Sous-total            | 37          | 7           | 0               | 0               | 0                 | 0                 | -                              | -                              | -                              | -      | -      | 37    | 7     |
| 2013-2014             | Beitar Jérusalem      | Ligat HaAl            | 19          | 1           | 1               | 0               | 0                 | 0                 | -                              | -                              | -                              | -      | -      | 20    | 1     |
| 2014-2015             | Beitar Jérusalem      | Ligat HaAl            | 30          | 6           | 1               | 0               | 2                 | 1                 | -                              | -                              | -                              | -      | -      | 33    | 7     |
| 2015-2016             | Beitar Jérusalem      | Ligat HaAl            | 29          | 7           | 1               | 0               | 7                 | 0                 | C3                             | 4                              | 2                              | -      | -      | 41    | 9     |
| 2016-2017             | Beitar Jérusalem      | Ligat HaAl            | 0           | 0           | -               | -               | 3                 | 1                 | C3                             | 8                              | 4                              | -      | -      | 11    | 5     |
| Sous-total            | Sous-total            | Sous-total            | 78          | 14          | 3               | 0               | 12                | 2                 | -                              | 12                             | 6                              | -      | -      | 105   | 22    |
| 2016-2017             | Granada CF            | LaLiga                | 9           | 0           | 2               | 0               | -                 | -                 | -                              | -                              | -                              | 2      | 0      | 13    | 0     |
| Sous-total            | Sous-total            | Sous-total            | 9           | 0           | 2               | 0               | -                 | -                 | -                              | -                              | -                              | 2      | 0      | 13    | 0     |
| Total sur la carrière | Total sur la carrière | Total sur la carrière | 124         | 21          | 5               | 0               | 12                | 2                 | -                              | 12                             | 6                              | 2      | 0      | 155   | 29    |

## Palmarès
- Hapoël Rishon LeZion
  - Championnat d'Israël D2
    - Vice-champion : 2011
- Maccabi Tel-Aviv
  - Championnat d'Israël
    - Champion : 2019 et 2020

  - Coupe de la Ligue
    - Vainqueur : 2019

  - Supercoupe d'Israël
    - Vainqueur : 2019
- Maccabi Haïfa
  - Championnat d'Israël
    - Champion : 2021, 2022 et 2023

  - Coupe de la Ligue
    - Vainqueur : 2021

  - Supercoupe d'Israël
    - Vainqueur : 2021
    - Finaliste : 2022

  - Coupe d'Israël
    - Finaliste : 2021
- Al-Aïn
- Ligue des champions de l'AFC
  - Vainqueur : 2024